# شهرستان لیانگهه
شهرستان لیانگهه (به لاتین: Lianghe County) یک منطقهٔ مسکونی در چین است که در ولایت خودمختار دهونگ دای و جینگپو واقع شده‌است. شهرستان لیانگهه ۱٬۱۵۹ کیلومتر مربع مساحت و ۱۶۰٬۰۰۰ نفر جمعیت دارد.